# Sowiecka Formuła 3 Sezon 1971
Sezon 1971 Sowieckiej Formuły 3 – dwunasty sezon Sowieckiej Formuły 3, składający się z trzech eliminacji (Barawaja, Bikernieki i Pirita-Kose-Kloostrimetsa). Mistrzem został Enn Griffel, ścigający się Estonią 9M.

## Kalendarz wyścigów
| Runda | Data        | Tor     | Pole position | Najszybsze okrążenie | Zwycięzca (kierowcy) | Zwycięzca (zespoły) |
| ----- | ----------- | ------- | ------------- | -------------------- | -------------------- | ------------------- |
| 1     | 30 maja     | Mińsk   | ?             | ?                    | Tengis Zacharow      | Spartak Tbilisi     |
| 2     | 22 sierpnia | Ryga    | ?             | Enn Griffel          | Enn Griffel          | Kalev Tallinn       |
| 3     | 29 sierpnia | Tallinn | ?             | Enn Griffel          | Enn Griffel          | Kalev Tallinn       |

## Klasyfikacja kierowców
| Legenda oznaczeń w tabelach wyników Wyświetl szablon na nowej stronie | Legenda oznaczeń w tabelach wyników Wyświetl szablon na nowej stronie                                                                     |
| Oznaczenie                                                            | Wyjaśnienie |
| --------------------------------------------------------------------- | --- |
| Złoty                                                                 | Zwycięzca lub mistrzostwo |
| Srebrny                                                               | 2. miejsce lub wicemistrzostwo |
| Brązowy                                                               | 3. miejsce lub II wicemistrzostwo |
| Zielony                                                               | Ukończył, punktował (w klasyfikacji generalnej, gdy zdobył co najmniej jeden punkt na przestrzeni sezonu, poza trzema powyższymi opcjami) |
| Niebieski                                                             | Ukończył, nie punktował (w klasyfikacji generalnej, gdy nie zdobył co najmniej jednego punktu na przestrzeni sezonu)                      |
| Czerwony                                                              | Nie zakwalifikował się (NZ) |
| Czerwony                                                              | Nie prekwalifikował się (NPK) |
| Różowy                                                                | Nie ukończył (NU) |
| Różowy                                                                | Niesklasyfikowany (NS) (w klasyfikacji generalnej, gdy nie został sklasyfikowany w żadnym wyścigu sezonu)                                 |
| Czarny                                                                | Zdyskwalifikowany (DK) |
| Czarny                                                                | Wykluczony (WYK/EX) |
| Biały                                                                 | Nie wystartował (NW) |
| Biały                                                                 | Kontuzjowany (K/INJ) |
| Biały                                                                 | Wyścig odwołany (OD/C) |
| Bez koloru                                                            | Został wycofany (WYC/WD) |
| Bez koloru                                                            | Nie przybył (NP/DNA) |
| Bez koloru                                                            | Nie brał udziału w treningach (NT/DNP) |
| Bez koloru                                                            | Nie został zgłoszony (–) |
| Pogrubienie                                                           | Start z pole position |
| Kursywa                                                               | Najszybsze okrążenie wyścigu |
| †                                                                     | Nie ukończył, ale jego rezultat został zaliczony ze względu na przejechanie więcej niż 90% dystansu wyścigu.                              |
| *                                                                     | Sezon w trakcie |
| 1/2/3                                                                 | Punktowana pozycja w sprincie kwalifikacyjnym                                                                                             |
| Lista systemów punktacji Formuły 1                                    | |

| Poz. | Kierowca              | Zespół             | MSK | RGA | TLN | Punkty |
| ---- | --------------------- | ------------------ | --- | --- | --- | ------ |
| 1    | Enn Griffel           | Kalev Tallinn      | NU  | 1   | 1   | 200    |
| 2    | Giennadij Żarkow      | Trud Moskwa        | 2   | 7   | 4   | 191    |
| 3    | Jurij Romanow         | Spartak Krasnodar  | 3   | 3   | 6   | 190    |
| 4    | Giennadij Trofimowicz | Spartak Mińsk      | 6   | 4   | 3   | 175    |
| 5    | Heido Karu            | Kalev Tallinn      | -   | 2   | 2   | 171    |
| 6    | Tengis Zacharow       | Spartak Tbilisi    | 1   | 6   | EX  | 152    |
| 7    | Wiktor Sawostin       | DOSAAF Togliatti   | 5   | 11  | 5   | 122    |
| 8    | Wiaczesław Kuzmin     | Spartak Mińsk      | 4   | 8   | NU  | 94     |
| 9    | Eduard Buksow         | DOSAAF Mińsk       | NU  | 9   | 7   | 75     |
| 10   | Jūlijs Vinte          | DOSAAF Ryga        | NS  | 10  | 8   | 63     |
| 11   | Jaan Küünemäe         | Kalev Kohtla-Järve | -   | 5   | NU  | 59     |
| 12   | Aleksandr Denisow     | Spartak Moskwa     | NS  | 12  | 10  | 41     |
| 13   | Otomar Õunas          | Kalev Tallinn      | NU  | NS  | 9   | 28     |